# سانتا إيلينا
سانتا إيلينا هي بلدة في جنوب غرب الإكوادور، وهي عاصمة المحافظة والإقليم الذي يحمل نفس الاسم.
في تعداد سكان عام 2001 كان هناك 111671 نسمة يعيشون داخل حدود الإقليم.